# 오프라 윈프리 쇼

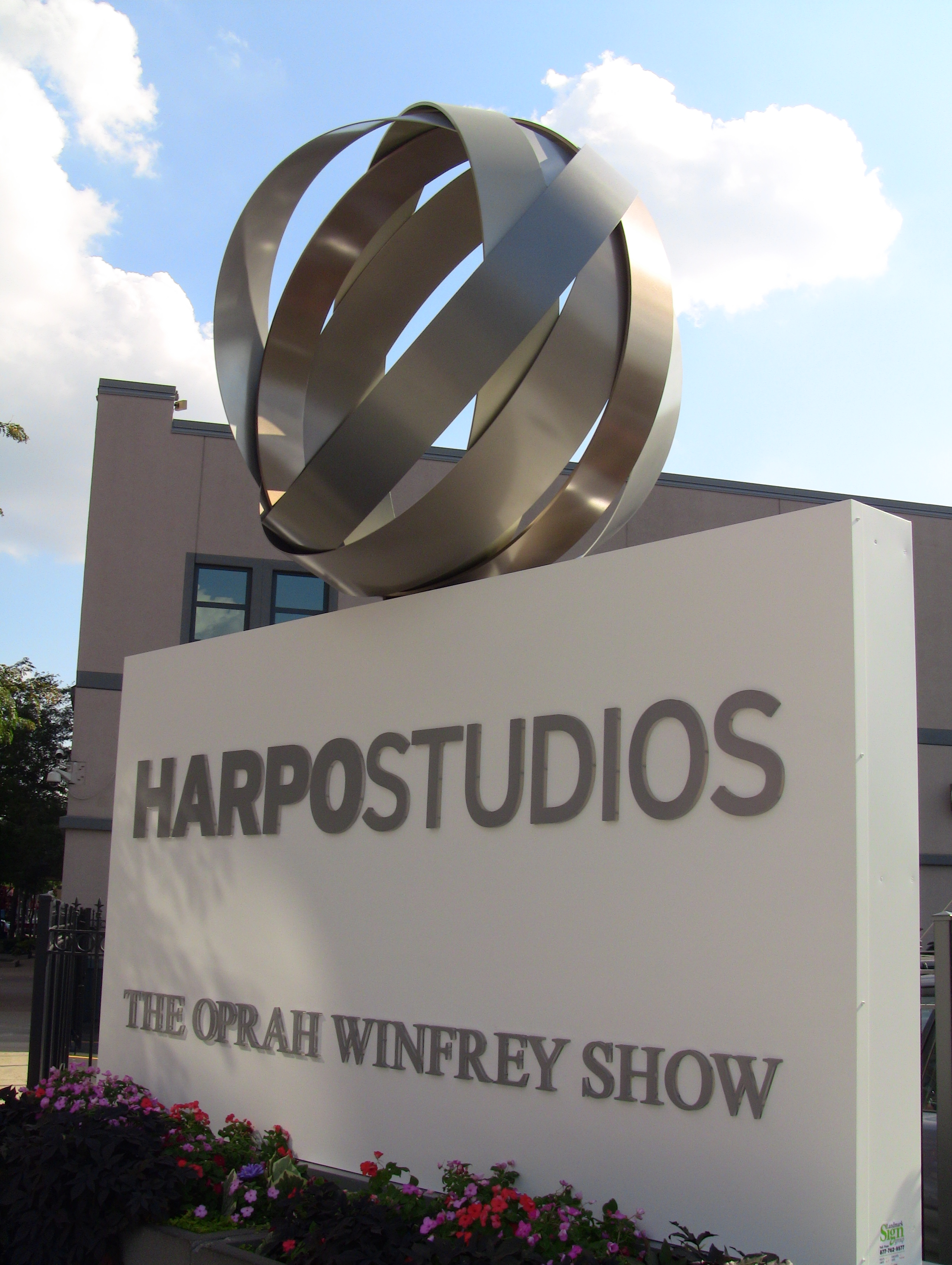

오프라 윈프리 쇼는 오프라 윈프리가 1986년 9월 8일부터 2011년 5월 25일까지 진행한 토크 쇼이다.
시카고의 ABC 직영국 WLS 로컬 토크로 시작하여, CBS에서 배포하는 신디케이션 프로그램으로 미국 전역에서 방송되었다. 다른 세계 140 개국에서 방송되었으며, 미국에서는 4600만명의 주간 시청률을 자랑했다.